# فرودگاه دماغه کاد
فرودگاه دماغه کاد (به انگلیسی: Cape Cod Airport) یک فرودگاه همگانی با کد یاتا 2B1 است که یک باند فرود چمن دارد و طول باند آن ۸۲۳ متر است. این فرودگاه در کشور ایالات متحده آمریکا قرار دارد و در ارتفاع ۳۱ متری از سطح دریا واقع شده‌است.